# Pantar (Lanao del Norte)
Pantar è una municipalità di quinta classe delle Filippine, situata nella Provincia di Lanao del Norte, nella Regione del Mindanao Settentrionale.
Pantar è formata da 21 baranggay:
- Bangcal
- Bowi
- Bubong Madaya
- Cabasaran
- Cadayonan
- Campong
- Dibarosan
- Kalanganan East
- Kalanganan Lower
- Kalilangan
- Lumba-Punod
- Pantao-Marug
- Pantao-Ranao
- Pantar East
- Pitubo
- Poblacion
- Poona-Punod
- Punod
- Sundiga-Punod
- Tawanan
- West Pantar